# 무안향교
무안향교(務安鄕校)는 대한민국 전라남도 무안군 무안읍에 있는 향교이다. 1985년 2월 25일 전라남도의 유형문화재 제114호로 지정되었다.

## 개요
향교는 훌륭한 유학자를 제사하고 지방민의 유학교육과 교화를 위하여 나라에서 지은 교육기관이다.
태조 3년(1394)에 무안읍성의 남쪽 공수산(현재의 남산)에 세웠으나 호랑이가 자주 나타나서 성종 1년(1470)에 현재의 자리로 옮겼다. 임진왜란(1592) 때 파손된 것을 숙종 15년(1689)에 고쳤으며, 그 뒤에 여러 차례 수리가 있었다. 현 건물들은 조선 후기 이후에 점차적으로 지어진 것이며, 대성전·명륜당·동재·서재·내삼문 등이 있다.
경사진 곳에 위치하고 있으며 앞쪽에는 명륜당을 중심으로 배움의 공간을 두고, 뒤쪽에는 대성전을 중심으로 한 제사공간이 있어 전학후묘의 배치형식을 따르고 있다.
조선시대에는 국가로부터 토지, 노비, 책 등을 지급받아 학생들을 가르쳤으나, 갑오개혁(1894) 이후에는 교육적 기능은 없어지고 봄·가을에 제사만 지낸다.

## 참고 자료
- 무안향교 - 국가유산청 국가유산포털